# Joseph-Alexandre de Ségur
Pour les articles homonymes, voir Ségur (homonymie).
Joseph-Alexandre Pierre, vicomte de Ségur est un militaire, poète, chansonnier, goguettier, homme de lettres et français, né le 14 avril 1756 à Paris et mort le 26 juillet 1805 à Bagnères-de-Bigorre. Jusqu'à la Révolution haïtienne (1791-1804), il possède avec son frère Louis-Philippe une grande plantation sucrière à la Croix-des-Bouquets, dans la colonie de Saint-Domingue.

## Biographie
Né dans le foyer de Philippe Henri, marquis de Ségur qui fut maréchal de France et secrétaire d'État à la Guerre sous Louis XVI, frère cadet de Louis-Philippe de Ségur, Joseph-Alexandre était en réalité le fils du meilleur ami du maréchal, le baron de Besenval[réf. nécessaire], personnage qui acquit une certaine notoriété sous la Révolution française. Il fut colonel des régiments de dragons de Noailles, de de Lorraine et de Ségur sous l'Ancien Régime.
Léger par vocation, le vicomte de Ségur passa son existence à composer des poèmes, des chansons et des comédies. Afin de perpétuer la tradition instituée par sa naissance, il eut lui-même plusieurs enfants adultérins auxquels il donna son nom et dont il finança l'éducation.
Il fit construire pour abriter sa maîtresse Julie Careau une maison rue Chantereine, par l'architecte Perrard de Montreuil, maison qui abritera par la suite les amours de Joséphine et de Bonaparte et sera connue sous le nom de "Maison du 18 brumaire".
En 1789, il fut élu député par la noblesse de Paris aux états généraux. Il resta fidèle au roi et à la monarchie, il participa très peu aux débats. En 1790, il se retira de la vie politique et s'occupa de littérature, publiant drames et comédies. Néanmoins, il fut un des contributeurs majeurs de la revue pamphlétaire Les Actes des Apôtres qui tournait en dérision les principales figures de la Révolution. Cette revue était animée principalement par Jean-Gabriel Peltier.
En 1793, il fut emprisonné sous la Terreur dans les geôles sordides de Saint-Lazare, ainsi qu'André Chénier et d'autres artistes de l'époque. Un petit acteur qu'il avait bien connu, Charles de La Buissière, qui avait réussi à se faire employer dans les bureaux du Comité de salut public, détruisit son dossier d'accusation en même temps que ceux de nombreuses personnalités de la scène parisienne qui lui durent la vie.
De 1796 à fin 1801, il participa aux activités de la société chantante des dîners du Vaudeville, où il figura comme « Ségur jeune », au côté de son frère Louis-Philippe de Ségur, qui y figurait comme « Ségur ainé ».
En 1803, Jean-Gabriel Peltier se fait l’écho  du livre de J. Al. de Ségur : « Les femmes, leur Condition et leur Influence dans l’Ordre Social chez différents Peuples anciens et modernes », trois volumes. Il lui consacre quatre pages et finit son article ainsi : « J’ai donné, je crois une idée suffisante de l’ouvrage de M. de Ségur … pour bien juger un pareil ouvrage, je crois qu’il faut consulter son cœur autant que son esprit, le sentiment autant que la raison… ».
Le vicomte de Ségur n'était cependant pas destiné à survivre longtemps à la fin d'un siècle dont il était parfaitement emblématique. Il s'éteignit à l'âge de quarante-huit ans, dans les bras de Mme d'Avaux, sa maîtresse depuis douze ans, alors qu'il soignait une maladie de poitrine à Bagnères-de-Bigorre. Sa dernière publication posthume, les mémoires du baron de Besenval, son père putatif, provoqua un scandale dans la bonne société de l'époque.

## Œuvres (liste partielle)
- Le Retour du Mari, comédie en un acte et en vers. Paris, Gattey, 1792.
- Le fou par amour, Drame historique, en un acte et en vers. Paris, 1797.
- Essai sur les moyens de plaire en amour. Paris, Huet, 1797.
- Élize dans les bois , fait historique du 14 thermidor, comédie en un acte et en prose. Paris, Huet, 1797.
- L'opéra comique, opera-comique en un acte, en prose et ariettes. Avignon, frères Bonnet, 1798.
- C'est la même, vaudeville en un acte. Paris, Huet, 1798.

## Pour approfonsir